# Jakow Nowiczenko
Jakow Tichonowicz Nowiczenko (Яков Тихонович Новиченко; ur. 1914, zm. 1994) – radziecki żołnierz, młodszy porucznik Armii Czerwonej, uczestnik II wojny światowej.

## Życiorys
Jakow Nowiczenko urodził się we wsi Trawnoje na Syberii w 1914 roku, pochodził z rodziny ukraińskich przesiedleńców. Pracował w kołchozie. Od 1938 służył w Armii Czerwonej na dalekim wschodzie, brał udział w wyzwalaniu Mandżurii i Korei w 1945. Został odznaczony m.in. Orderem Czerwonego Sztandaru, Orderem Wojny Ojczyźnianej I klasy i Medalem za Zwycięstwo nad Japonią. 1 marca 1946 osłonił koreańskiego przywódcę Kim Ir Sena przed rzuconym w jego stronę granatem. W wyniku tego bohaterskiego czynu stracił prawą dłoń. W latach 80. Kim kilkukrotnie zapraszał go do Korei. Odznaczył go także Złotym Medalem Bohatera Pracy Koreańskiej Republiki Ludowo-Demokratycznej (25 maja 1984) i Orderem Flagi Narodowej.